# Duitse Democratische Republiek
De Duitse Democratische Republiek (Duits: Deutsche Demokratische Republik, DDR), ook wel Oost-Duitsland genoemd, was een communistisch land in Europa. Het land ontstond in 1949 in het door de Sovjet-Unie bezette deel van het verslagen Nazi-Duitsland. Officieel bestond de DDR van 7 oktober 1949 tot 3 oktober 1990, de dag van de Duitse hereniging. Die dag werden de DDR en de Bondsrepubliek Duitsland tot één land, het tegenwoordige Duitsland, herenigd. De oude deelstaten die in 1952 waren afgeschaft werden hersteld.
Voor de Sovjet-Unie, die dit gebied in 1944/1945 als bezettingszone kreeg toegewezen, was de DDR strategisch belangrijk. Een volksopstand in 1953, waarbij West-Berlijn niet louter neutraal toekeek, werd door Sovjettroepen neergeslagen. Dit ontmoedigde nieuwe pogingen tot verzet. Vanaf de tweede helft van de jaren zeventig tot de vreedzame revolutie in najaar 1989 bestond een ondergrondse oppositie. In de DDR was grondwettelijk bepaald dat de Sozialistische Einheitspartei Deutschlands SED, de communistische partij, de feitelijke machthebber was en niet de formele staatsorganen, zoals de regering. Oppositieleden werden door de Stasi gevolgd en vaak ook vervolgd.
In de praktijk fungeerde Oost-Berlijn als hoofdstad van de DDR. Vanaf 1976 golden de wetten van de DDR onverkort ook voor Oost-Berlijn. Volkenrechtelijk gezien was Berlijn, Oost en West, een stad die onder het gemeenschappelijk bestuur van de vier bezettingsmachten stond.
Alle bedrijven waren in handen van de staat, in de vorm van een Volkseigener Betrieb (VEB). De socialistische staat bepaalde de productie alsmede de prijzen. Regelmatige tekorten aan goederen en de slechte kwaliteit waren hiervan het gevolg (planeconomie). Dit leidde tot grote ergernissen onder de DDR-bevolking (lange wachtrijen voor de winkels). Omdat West-Duitsland de DDR niet als zelfstandige staat erkende, werden vluchtende Oost-Duitsers als staatsburgers geaccepteerd en kregen zij automatisch een West-Duits paspoort. Het DDR-regime besloot vanaf 1952 daarom de grens met de Bondsrepubliek af te grendelen met levensbedreigende versperringen. Om een grootscheepse Republikflucht (vlucht van burgers naar West-Duitsland) te voorkomen via de nog open grens met West-Berlijn, werd vanaf 13 augustus 1961 ook het laatste ontsnappingsgat afgesloten: de bouw van de beruchte Berlijnse Muur. De grens tussen de beide Duitslanden werd als onderdeel van het IJzeren Gordijn verder versterkt en nog strenger bewaakt. Daarna liet het regime bewoners uit West-Duitsland maar mondjesmaat toe. De meeste burgers in de DDR konden wel West-Duitse radio- en televisiezenders ontvangen. Zo wisten ze hoe het leven in het Westen was; alleen in de regio Dresden, tegen de Poolse grens aan, was de ontvangst van westerse zenders niet of nauwelijks mogelijk.
Toen onder de Russische partijleider Michail Gorbatsjov vanaf 1985 de Sovjet-Unie zelf met hervormingen begon, (glasnost en perestrojka), putten veel burgers in de DDR hier nieuwe moed uit. Zij durfden zich via de kerken openlijk te verzetten. In de zomer van 1989 vluchtten duizenden via Hongarije de DDR uit. In september volgden vluchtelingen via de West-Duitse ambassade in Praag. In het najaar gingen tienduizenden de straat op, met name in Leipzig, maar ook in andere steden. De Muur viel op 9 november 1989. Minder dan een jaar later volgde de Duitse hereniging.

## Geschiedenis

### Oprichting 1949
De Sovjet-Unie poogde aanvankelijk vanaf 1945 te streven naar één neutraal Duitsland. Toen deze poging mislukte, kwam het in 1949 in het oostelijk deel tot de oprichting van de DDR. De sociaaldemocraten werden eerder al, in 1946, gedwongen met de communisten in één partij, de Sozialistische Einheitspartei Deutschlands SED samen te werken. De overige partijen, onder andere de christendemocratische en liberale, moesten zich aanpassen. Bij de enige vrije verkiezingen die op het grondgebied van de latere DDR zijn gehouden, de verkiezingen voor de Stadtverordnetenversammlung van Berlijn in 1946, kreeg de communistische SED nog geen 20% van de stemmen. Op 7 oktober 1949 nam het Volkskongress in Oost-Berlijn de grondwet van de nieuwe staat DDR aan.

### Ontwikkeling
De eerste drie jaar, tussen 1949 en 1952, konden de burgers van de beide Duitslanden over en weer de zonegrens nog zonder veel risico (illegaal) passeren. Grensversperringen waren er nog niet. Vanaf mei 1952 begon de DDR de grens echter met prikkeldraad en wachttorens af te bakenen. Na 1961, met de bouw van het IJzeren Gordijn en de Berlijnse Muur, werd de grens een dodenzone met mijnenvelden en werd het illegaal passeren ervan een levensgevaarlijke daad. De DDR richtte vervolgens een eigen leger op, de NVA en de Volkspolizei. Ook voerde de DDR een centraal geleide economie in. Mede daardoor ging de wederopbouw veel langzamer dan in West-Duitsland.
Na een verhoging van de arbeidsnormen, in feite een loonmindering, protesteerden in 1953 eerst Oost-Berlijnse arbeiders en daarna ook burgers uit andere lagen van de bevolking tegen de communistische machthebbers. Deze volksopstand op 17 juni 1953 werd door Sovjet-troepen met tanks bloedig onderdrukt. Vooral na het aantreden van de nieuwe partijleider Erich Honecker in 1971 probeerde de SED de bevolking met hogere staatsuitgaven voor zich te winnen. De DDR leefde op te grote voet en faalde uiteindelijk ook om economische redenen: het kon sociaal-politieke beloften niet waarmaken en schulden niet voldoen. Sociaal bracht de DDR wel meer zekerheid en geborgenheid, want officieel kende het land geen werkloosheid. Maar de praktijk was minder rooskleurig, aangezien talloze banen en functies geforceerd of gekunsteld waren (de DDR had wel een verborgen werkloosheid, een studie uit 1990 schatte deze op 15%).
Een deel van de bevolking reageerde op de rigide politiek van de SED door een "stemmen met de voeten". Tussen de oprichting van de DDR in 1949 en het jaar 1961 hebben zo'n 2,7 miljoen mensen de DDR en Oost-Berlijn verlaten, meer dan 10 % van de bevolking. Dat was mogelijk, omdat de grens tussen Oost- en West-Berlijn nog open was. Op 13 augustus 1961 kwam hieraan abrupt een einde door de bouw van de Berlijnse Muur. Het resultaat was dat de DDR-bevolking geen alternatief meer had en zich op een permanent leven in de DDR moest instellen. De ontevredenheid bleef bestaan en dus bleven Oost-Duitsers vluchten naar het Westen. Daarnaast werden vanaf 1962 op grote schaal politieke gevangenen door de Bondsrepubliek vrijgekocht. Dit leverde de DDR 3,5 miljard DM aan harde valuta en goederen op. Aan de Duits-Duitse grens kwamen ook ruim 30 DDR-grenswachten om het leven. In de meeste van deze gevallen was het slachtoffer een deserterende collega.
Vanwege de wankele economische situatie en onvrijheid kwam de SED na 1980 in steeds grotere problemen. De macht en invloed van de oppositie nam geleidelijk toe, vooral via de kerken. Dissidenten zoals de chemicus Robert Havemann (1910-1982), de econoom Rudolf Bahro (1935-1997) en ook de zanger Wolf Biermann, kregen in het Westen weliswaar veel media-aandacht, maar de steun voor hen onder de DDR-bevolking was ongewis. Michail Gorbatsjov, de leider van de Sovjet-Unie sinds 1985, probeerde het communisme in zijn land te hervormen door een zekere liberalisering toe te laten, terwijl de SED hard in de leer bleef.

### Duitse Hereniging 1989/1990

Duitsland verdeeld (boven)
Duitsland herenigd (onder)

In 1988/1989 gaven ontwikkelingen in de andere socialistische landen, vooral in Polen en Hongarije, signalen voor een grotere verandering. In 1989 vluchtten veel DDR-bewoners via West-Duitse ambassades en via Hongarije, dat zijn grenzen naar Oostenrijk had geopend, naar het vrije Westen. De regering beperkte derhalve reizen naar Hongarije en trad hard op tegen demonstraties, maar stond politiek en economisch met lege handen.
Vanaf september 1989 vonden er in de DDR, met name in de stad Leipzig, elke maandagavond massale geweldloze protestdemonstraties plaats onder de leus "Wir sind das Volk". Cruciaal was die van 9 oktober 1989 met 70.000 demonstranten toen politie en leger op het laatste moment opdracht kregen van de lokale SED niet op te treden, hetgeen de val van het communistische regime inluidde. Op 23 oktober betoogden in Leipzig reeds 250.000 burgers, ook in andere steden waren er massaprotesten. In Oost-Berlijn vond op 4 november de eerste legale protestdemonstratie plaats met ruim 500.000 betogers. Vijf dagen later, op 9 november, viel hierdoor de Berlijnse muur, overigens mede door een communicatiefout van de SED-woordvoerder Günter Schabowski, die alleen soepelere reisregelingen naar het Westen wilde aankondigen. Maar al enkele uren later stroomden duizenden DDR-burgers naar de grens met West-Berlijn. Deze ging onder druk van de bevolking voor 22.00 uur open.
De dagen erna werden nieuwe openingen in de Muur gemaakt, delen van de Muur werden vervolgens afgebroken (West-Berlijners sloegen met pikhouwelen stukken uit de gehate Muur). Ook werd het mogelijk de landgrens tussen beide Duitslanden te passeren met nieuwe provisorisch gemaakte overgangen zonder grensbewaking en controles. Voor het eerst in 40 jaar liepen burgers vrij rond in de zogeheten 'dodenzone', althans waar geen mijnenvelden lagen. De val van de muur in Berlijn luidde het begin van de val van het communisme in heel Oost-Europa in.
Op 18 maart 1990 kozen de Oost-Duitsers voor het eerst sinds 1932 vrij een parlement volgens de regels van de democratie. De communistische SED-PDS, later de Partei des Demokratischen Sozialismus PDS, kreeg 16 % van de stemmen, meer dan verwacht. De christendemocratische CDU echter won met ruim 40 % de verkiezingen en vormde een regering met de sociaaldemocraten, de SPD, en de liberalen. Op 1 juli 1990 werd de West-Duitse Mark in de DDR ingevoerd en hield de DDR-Mark op te bestaan. Op 3 oktober 1990 hield de DDR zelf op te bestaan.
Het opvallendste overgebleven bouwwerk uit de DDR-tijd is de in 1969 gebouwde, 365 meter hoge tv-toren aan de Alexanderplatz in Berlijn.

### Na de Duitse Hereniging
3 oktober is sinds de Duitse Hereniging de nationale feestdag van Duitsland, de dag van de Duitse Eenheid. West-Duitsland, dat economisch veel sterker was, investeerde honderden miljarden marken om Oost-Duitsland te helpen. De werkloosheid in de DDR steeg sinds de val van het communisme dramatisch, omdat veel staatsbedrijven verouderd waren en geen bestaansmogelijkheid op de vrije markt hadden en vervangende werkgelegenheid in vele gevallen uitbleef.
De toenmalige bondskanselier Helmut Kohl sprak bij de hereniging wel over de 'wonden van 40 jaar SED-dictatuur, die niet licht geheeld zullen worden', maar stelde ook blühende Landschaften, bloeiende landschappen, in het vooruitzicht en voorspelde dat de welvaart van de nieuwe deelstaten het niveau van de westelijke deelstaten zou bereiken. Dat laatste bleek tegen te vallen. Wel is de infrastructuur aanzienlijk verbeterd, veel privékapitaal is geïnvesteerd en de stadsvernieuwing is ter hand genomen. Werkgelegenheid blijft echter een probleem: een fors deel van de uitgaven wordt nog gevormd door werkloosheidsuitkeringen. Uit een onderzoek uit 2017 bleek verder dat het gemiddelde salarisniveau in het oosten 25% lager lag dan in het westen.
De onvrede draagt ertoe bij dat relatief veel mensen in de nieuwe deelstaten op radicaal rechtse of linkse partijen stemmen, vooral op die Linke, die uit de SED is voortgevloeid. Bij de Duitse Bondsdagverkiezingen in 2009 haalde zij 11,9 % in geheel Duitsland. In de nieuwe deelstaten was dat tussen 24,5 % en 32,4 %, in Sachsen-Anhalt, in de oude tussen 14,7 % en 21,2 %, in Saarland. 72 % van de Duitsers vindt, dat de innere Einheit, de interne eenheid, nog steeds niet is bereikt en dat er een Mauer in den Köpfen, een muur in de hoofden, blijft bestaan. Bovendien bleek uit een onderzoek van het Leipziger Institut für Marktforschung, naar aanleiding van het feit dat de muur 20 jaar eerder gevallen was, dat in 2011 nog 12,5% van de Duitsers het leven vóór de val van de muur verkoos.

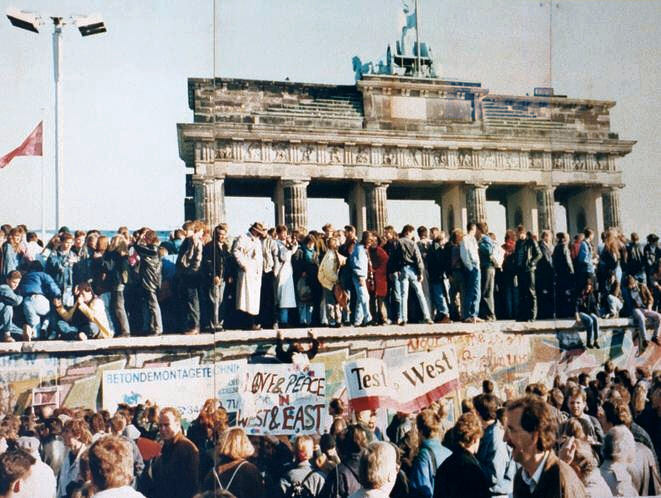
Val van de Berlijnse Muur
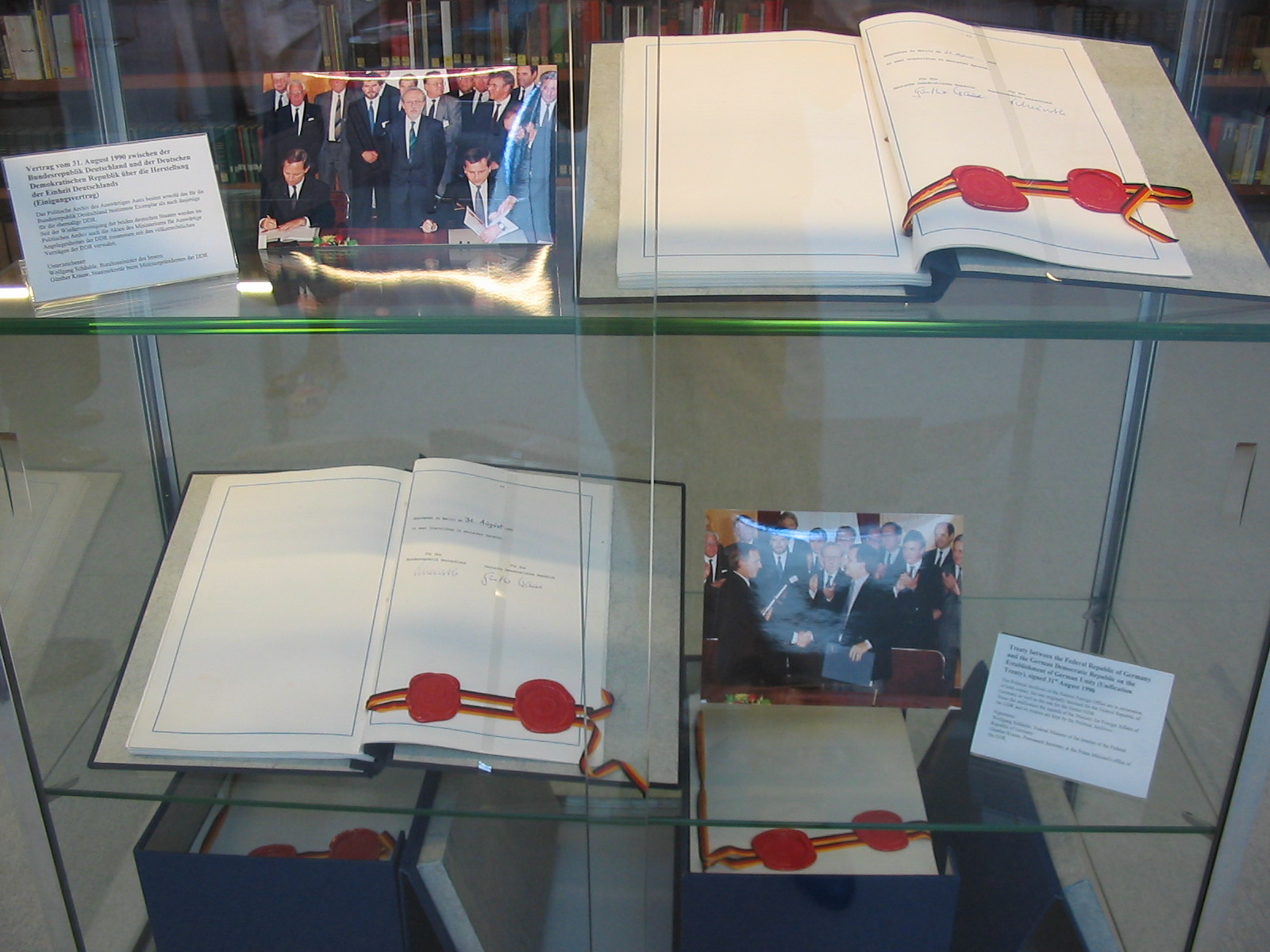
Beide exemplaren van het verenigingsverdrag

## Politiek

### Partijen

DDR postzegel voor de 20ste verjaardag van de SED

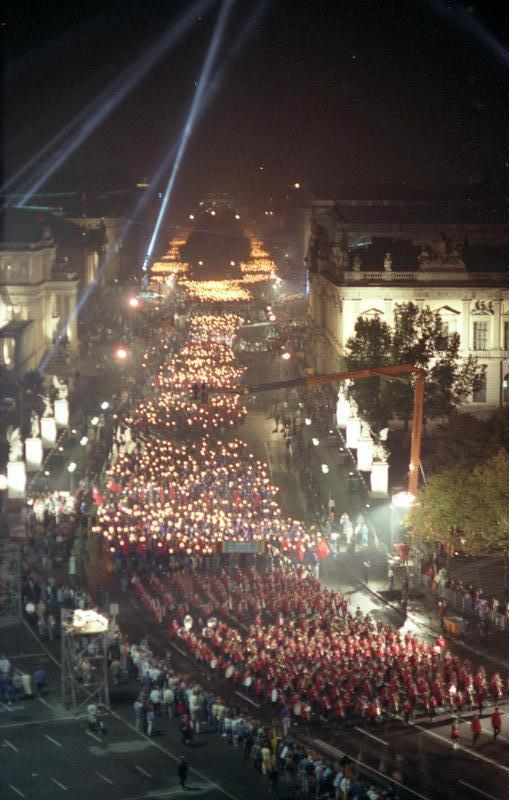
Door de FDJ gehouden fakkeltocht ter gelegenheid van de 40e verjaardag van de DDR

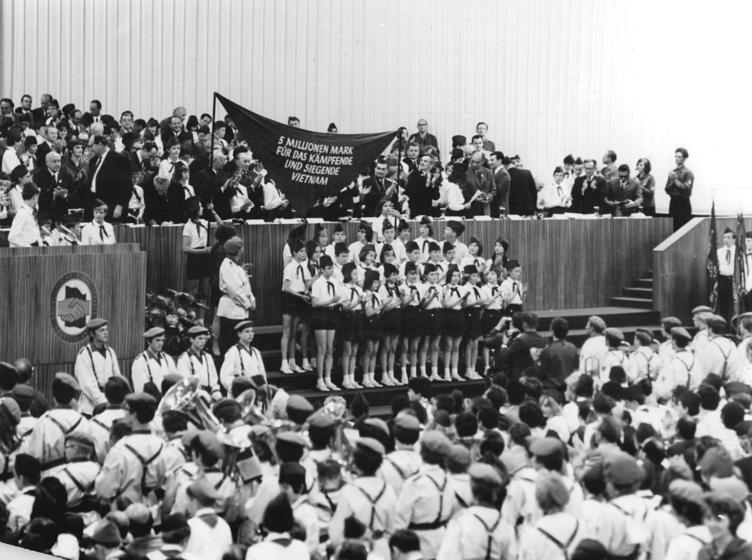
Pioniersorganisatie Ernst Thälmann op de achtste partijdag van de SED

In 1945 mochten, naast de KPD, behalve de SPD ook de Christelijk Democratische Unie en de Liberaldemokratische Partei Deutschlands worden opgericht. De SPD moest in 1946 opgaan in een fusie met de KPD, waaruit de Sozialistische Einheitspartei Deutschlands ontstond, die vooral door de communisten werd geleid. Deze KPD ging in 1948 over van een gematigd lijkende koers naar een stalinistische koers. Het was streng verboden om de SPD opnieuw op te richten.
De christendemocraten en liberalen werden gedwongen om de politiek van de SED te steunen, doordat de Sovjet-bezetter bestuursleden van die partijen arresteerde. Om beide partijen nog meer te verzwakken richtten de communisten twee nieuwe partijen op: de Democratische Boerenpartij van Duitsland en de Nationaal-Democratische Partij van Duitsland, in naam de laatste voor voormalige 'kleine nazi's'.
Alle partijen moesten lid zijn van een 'antifascistisch-democratische blok', dat later het Nationale Front werd. Bij dit blok aangesloten waren ook zogeheten 'massaorganisaties': vakbond, vrouwenorganisatie, jongenorganisaties Freie Deutsche Jugend en Kulturbund. De partijen buiten de SED werden 'blokpartijen' benoemd. Toen de SED in 1987 ruim 2,2 miljoen leden telde, hadden de overige partijen in totaal 469.000 leden. Ter vergelijking: in de veel grotere Bondsrepubliek had de grootste partij, de SPD, toen minder dan één miljoen leden.
Bij de verkiezingen voor de Volkskammer, het parlement, en ook de andere volksvertegenwoordigingen, traden de partijen en massaorganisaties met maar één gezamenlijke lijst aan. Welke partij hoeveel zetels kreeg werd al van tevoren via het Nationaal Front bepaald. De SED had blijkbaar geen absolute meerderheid in de Volkskammer, toch waren de meeste volksvertegenwoordigers van de massaorganisaties ook lid van de SED. In 1968 werd de leidinggevende rol van de SED zelfs in de grondwet geplaatst. De volgende partijen waren vertegenwoordigd in de Volkskammer:
- Sozialistische Einheitspartei Deutschlands SED
- Liberal-Demokratische Partei Deutschlands LDPD
- Christlich-Demokratische Union Deutschlands DDR
- Demokratische Bauernpartei Deutschlands DBD
- Nationaldemokratische Partei Deutschlands NDPD

De belangrijkste massaorganisaties waren:
- Demokratischer Frauenbund Deutschlands DFD
- Freie Deutsche Jugend FDJ
- Pioniersorganisatie Ernst Thälmann
- Freier Deutscher Gewerkschaftsbund FDGB
- Kulturbund KB
- Vereinigung der gegenseitigen Bauernhilfe VdgB

### Bestuursstructuur

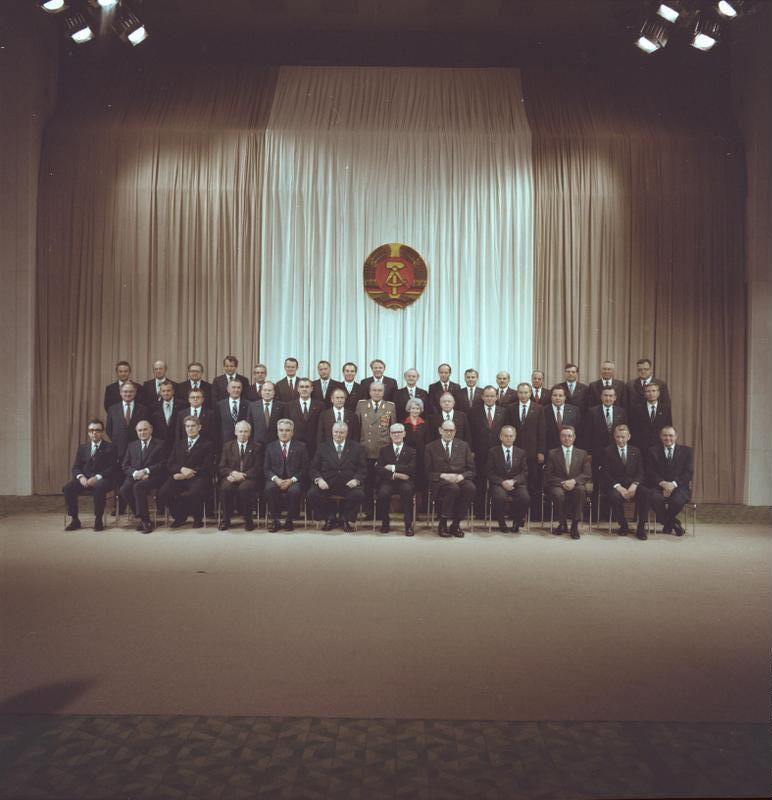
Leden van de Ministerrat in juni 1981.

Volgens de grondwet was het hoogste orgaan van de staat de Volkskammer. De SED had 127 zetels in de Volkskammer, de overige vier partijen ieder 52 zetels. De vijf massaorganisaties kregen ieder tussen 14 en 61 zetels.
Het ambt van staatshoofd werd vanaf de oprichting van de DDR in 1949 tot 1960 vervuld door een president, Wilhelm Pieck. Na zijn dood werd een collectief staatshoofd ingericht, de Staatsraad, Staatsrat. Feitelijk staatshoofd was de voorzitter van de Staatsraad. In april 1990, na de eerste democratische verkiezingen, de Volkskammerwahl, werd de Staatsraad afgeschaft en de functie van president in ere hersteld. Een president werd niet meer gekozen, de taken van het staatshoofd werden tot 3 oktober 1990 waargenomen door de voorzitter van de Volkskammer.
De ministerraad, voorgezeten door een minister-president, was de uitvoerende raad van de Volkskammer. Er waren ruim veertig ministers, vier van hen waren vertegenwoordigers van de vier blokpartijen. De minister-president was echter altijd lid van de SED. In de realiteit kon het SED-politbureau de ministers en ambtenaren bevelen geven.

### Buitenlandse betrekkingen
De DDR is tijdens haar bestaan vrijwel onwankelbaar trouw geweest aan de Sovjet-Unie. Dit ligt wellicht mede aan het feit dat de staat niet alleen zijn ideologische karakter, maar ook zijn zelfstandige bestaan dankte aan steun van de Sovjet-Unie. Massaal gewapend ingrijpen, zoals in Hongarije en Tsjecho-Slowakije, of dreigen daarmee, zoals in Polen, is nooit nodig geweest. Wel greep het Rode Leger hard in tijdens de volksopstand in 1953. De vriendschap tussen de DDR en de Sovjet-Unie werd dan ook standaard als 'eeuwig en onverbrekelijk' omschreven. Toen Walter Ulbricht rond 1971 een iets onafhankelijker koers ging varen, kon deze zonder moeite vervangen worden door Erich Honecker. Pas toen Sovjet-leider Michail Gorbatsjov met zijn glasnost en perestrojka zelf probeerde het Sovjet-communisme te hervormen, wenste de DDR-regering daarin niet mee te gaan. Toen bleek echter hoezeer de tijden veranderd waren. Gorbatsjov liet in 1989 weten dat ze het zelf maar moesten uitzoeken met de woorden: Трудности подстерегают тех, кто не реагирует на жизнь, bekend geworden als ongeveer vertaald Wie te laat komt, wordt door het leven gestraft.
In haar beginjaren werd de DDR als staat internationaal nauwelijks erkend. De Bondsrepubliek hanteerde tussen 1955 en 1969 de Hallsteindoctrine, die bepaalde dat de Bondsrepubliek geen diplomatieke betrekkingen onderhield met landen die de DDR erkenden. Als enige uitzondering werden diplomatieke betrekkingen met de Sovjet-Unie onderhouden. Een doorbraak werd bereikt met de ondertekening van het Grundlagenvertrag tussen de Bondsrepubliek en de DDR in december 1972. België erkende de DDR diezelfde maand nog en Nederland ging op 5 januari 1973 eveneens over tot de erkenning van de DDR. Op 18 september 1973 werden de DDR en de Bondsrepubliek beide lid van de Verenigde Naties.

### Relaties met het Westen
De DDR beschouwde zichzelf als de eerste "boeren- en arbeidersstaat op Duitse bodem". Deze staat heeft echter altijd meer dan enige andere marxistisch-leninistische staat te kampen gehad met de verlokkingen die de eigen bevolking waarnam in het kapitalistische westen. Niet alleen was er een natuurlijke grens met West-Duitsland, ook de West-Duitse media waren vrijwel overal goed te ontvangen en natuurlijk zonder taalbarrière. In de Bondsrepubliek voltrok zich het naoorlogse Wirtschaftswunder, waarmee het zelfs veel andere West-Europese landen in de schaduw stelde. De DDR-bevolking kon zelf waarnemen dat zowel de materiële welvaart als de mensenrechten aan de andere kant van de Duits-Duitse grens op een veel hoger peil stonden. Bovendien beschouwde West-Duitsland migranten vanuit de DDR niet als buitenlanders, maar als Duitsers, die meteen een paspoort konden krijgen.
Het was overigens wel zo, dat tot de zomer van 1961 ook West-Duitsers ervoor kozen te verhuizen naar de DDR, op zoek naar de socialistische heilstaat, of om privé- en familieredenen, zij het een fractie van de oost-westmigratie. Een en ander dreigde tot grootscheepse ontvolking van de DDR te leiden, zodat aan de Duits-Duitse grens en tussen Oost- en West-Berlijn draconische maatregelen moesten worden genomen om de eigen bevolking te weerhouden van Republikflucht, zoals het in het DDR-strafrecht werd omschreven. Vanaf augustus 1961 werd de Berlijnse Muur gebouwd en steeds verder geperfectioneerd. De Muur heette de Antifascistische Schutzwall en was door de regering officieel bedoeld als bescherming tegen het kapitalistische Westen. Aan de Duits-Duitse grens werd het IJzeren Gordijn gebouwd, bestaande uit prikkeldraad, mijnenvelden en automatische schietinstallaties, Selbstschussanlage de SM-70. Het doodschieten van vluchtelingen aan de Berlijnse Muur, waarbij ongeveer 200 mensen die probeerden te vluchten werden doodgeschoten en elders aan de Duits-Duitse grens, bezorgde de DDR een slecht imago. Het opheffen van de reisbeperkingen voor de eigen bevolking in 1989 luidde het einde in van de DDR.

## Districten of gewesten
Gedurende de eerste paar jaar van haar bestaan was de DDR een federale staat, met de deelstaten, Länder, Mecklenburg, Saksen-Anhalt, Brandenburg, Thüringen en Saksen. In 1952 werd deze structuur afgeschaft en vervangen door 15 districten, Bezirke, die tot 1990 zouden blijven bestaan. Deze districten werden naar hun belangrijkste stad genoemd. Het doel van de nieuwe grenzen en namen was om een streep te zetten onder de Duitse geschiedenis en de herinnering aan oude staten zoals Mecklenburg, Brandenburg en Saksen uit te wissen.

## Godsdienst
De grootste kerk was de Luthers-Evangelische Kerk. Godsdienstvrijheid werd door de grondwet gegarandeerd, maar er waren voortdurende spanningen tussen kerk en staat. De kerk was een in principe onafhankelijke institutie waarin carrière ook mogelijk was voor mensen die zich niet aan de overheid wilden aanpassen. Toch moest ook de kerk compromissen sluiten.
De lutherse kerken werden nauw gevolgd door de geheime diensten, eveneens als de veel minder betekenende Rooms-Katholieke Kerk. Op scholen werd het atheïsme en het geloof in het socialisme gepropageerd. De grote meerderheid van de Duitsers in de voormalige DDR was ook later geen kerklid: in 1990 noemde maar 25% zich christen.

## Economie

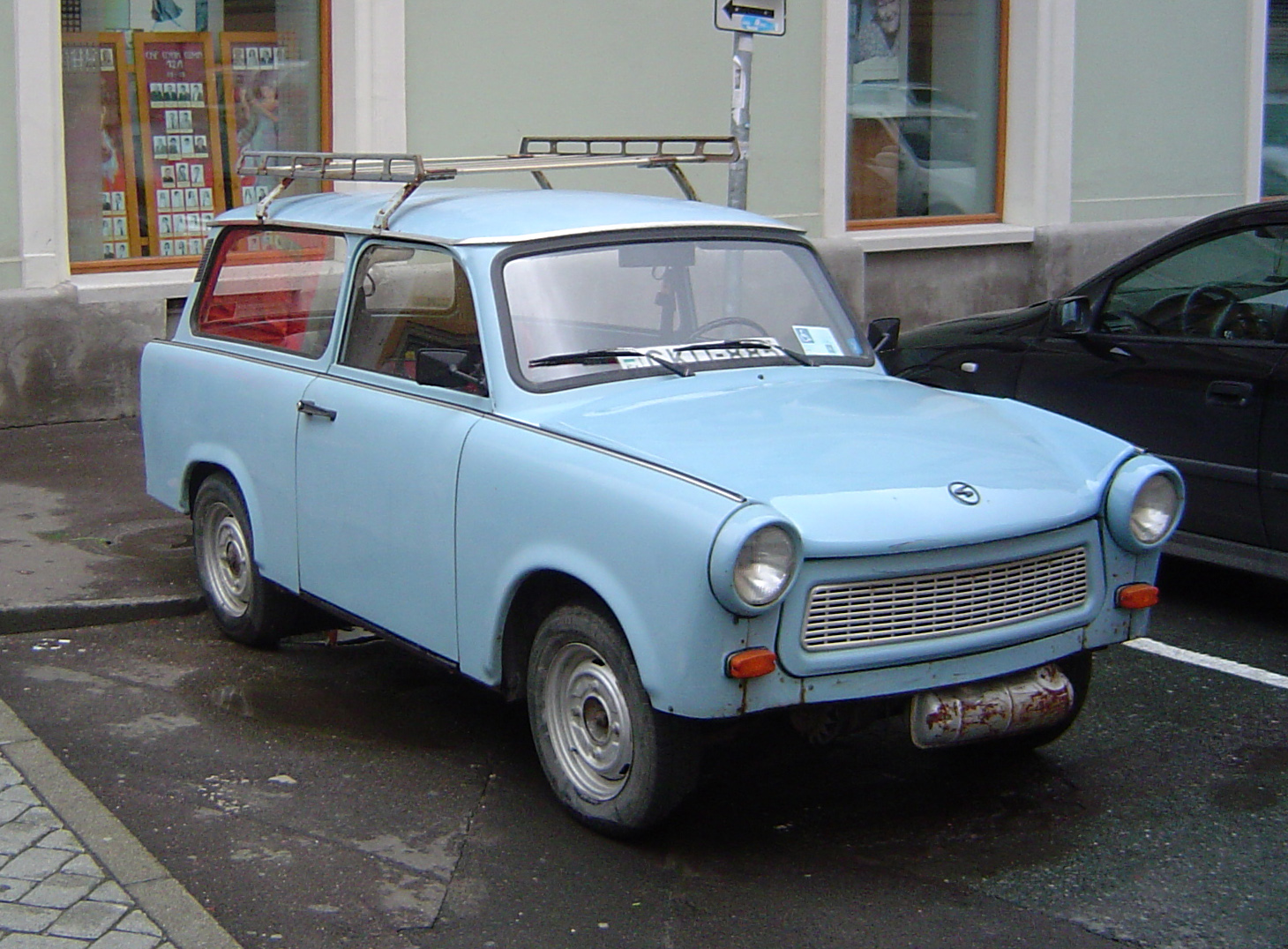
Een Trabant 601, tot de val van de muur de populairste gezinswagen in de DDR.

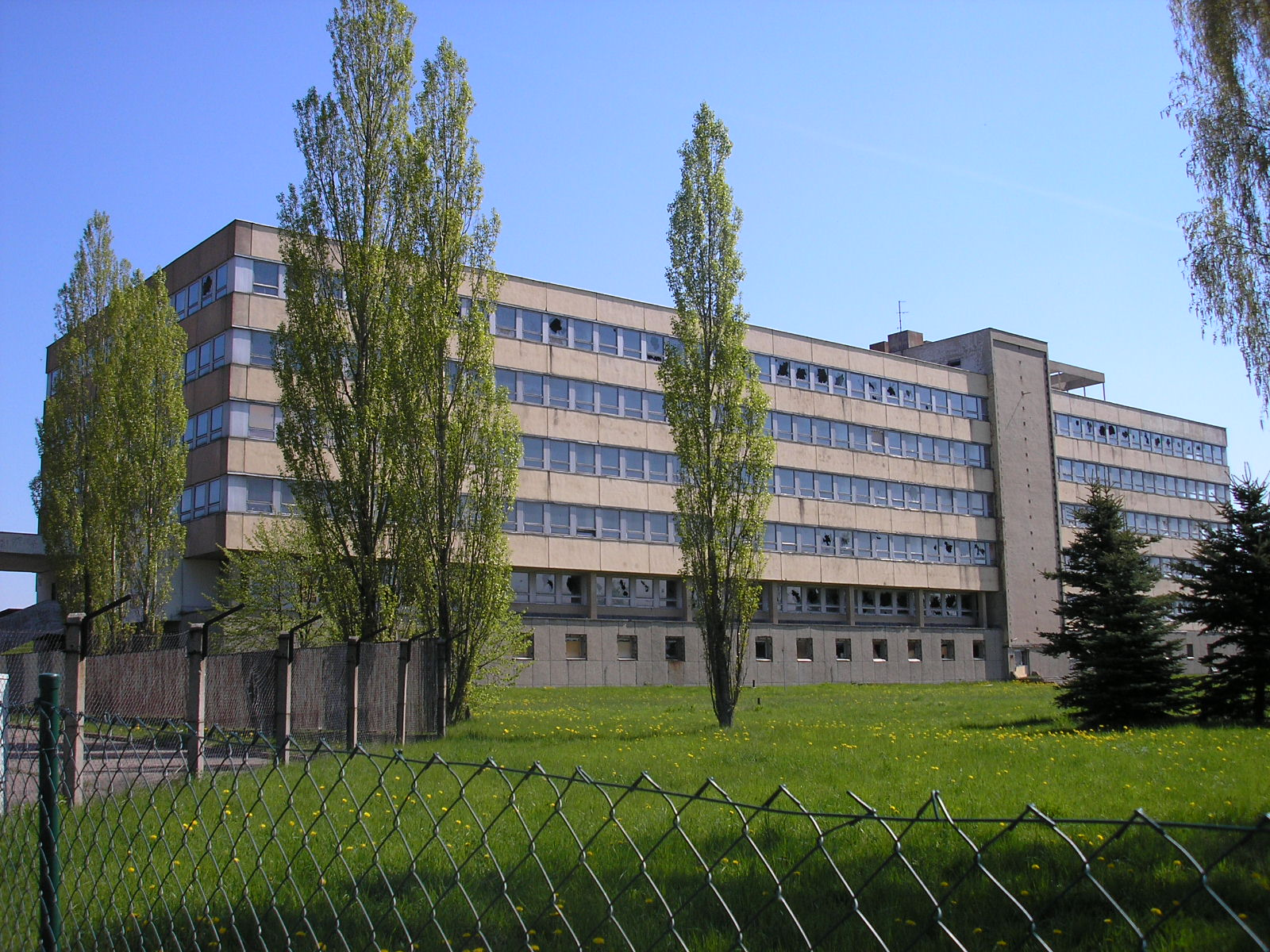
Karakteristieke DDR-industrie-architectuur, de Ilmenauer Glaswerke, gebouwd in 1972 en sinds 1992 niet meer in gebruik

Na de oorlog legde de Sovjet-Unie haar bezettingszone zware herstelbetalingen op, terwijl zij de toepassing van het Marshallplan verbood. Bovendien werd in de Sovjetzone privé-eigendom in hoog tempo onteigend. Ten opzichte van de Bondsrepubliek kwam de DDR op een achterstand te staan die nooit werd ingehaald, ook al omdat er heel wat illegale export was naar de Bondsrepubliek - zie het voorbeeld van de Flaschenträger. Terwijl in de Bondsrepubliek de levensmiddelendistributie op 1 mei 1950 werd afgeschaft duurde deze rantsoenering in de DDR nog tot 1958. Weliswaar waren levensmiddelen in HO-winkels zonder bon te krijgen, maar daar moesten de prijzen van de zwarte markt worden betaald.
De economie van de DDR functioneerde in vergelijking tot andere marxistisch-leninistische staten redelijk goed. Maar sinds het einde van de jaren 70 kreeg de DDR te kampen met een steeds slechter draaiende economie. De DDR leed onder de oliecrisis van 1973. Binnen het Centraal Comité van de SED was Günter Mittag van 1976 tot 1989 verantwoordelijk voor de planeconomie.
De productie was te zeer op kwantiteit en niet op kwaliteit gericht. De consumenten reageerden op het teleurstellende aanbod met kopersstakingen, maar daarop reageerde de planeconomie niet of onvoldoende, zodat de winkels volle schappen met ongewenste artikelen hielden. De wel gewenste artikelen bleven schaars. De productie gebruikte veel te veel goedkope energie en exporteren was moeilijk, omdat er een technologische achterstand op het Westen bestond. De productiviteit in de DDR bedroeg minder dan 35% van de productiviteit in West-Duitsland. De DDR ontbrak het aan de deviezen om licenties van de grote (westerse) ontwikkelaars van productiemethoden en materialen te kopen. In 1982 naderde het moment waarop de DDR niet meer aan haar betalingsverplichtingen zou kunnen voldoen. Dit gevaar werd afgewend door twee miljardenkredieten, die de Bondsrepubliek in 1983 en 1984 verstrekte. Deze werden op initiatief van Franz Josef Strauß verstrekt. Als tegenprestatie ontmantelde de DDR de Selbstschussanlagen (automatische schietinstallaties) aan de Duits-Duitse grens. Gesprekspartner van Strauß was Alexander Schalck-Golodkowski, die als hoofd van de afdeling Kommerzielle Koordinierung verantwoordelijk was voor het verkrijgen van deviezen door de DDR. Tussen 1967 en 1989 kwam via deze afdeling 41 miljard DM voor de DDR beschikbaar, waarvan 27 miljard door economische prestaties van de DDR en 14 miljard via betalingen van de Bondsrepubliek. In 1987 bedroeg de buitenlandse schuld van de DDR 34,7 miljard D-Mark, ofwel 138,9 miljard DDR-Mark, terwijl het BBP 334,8 miljard DDR-mark bedroeg.
De productie van de DDR kon jarenlang te veel grondstoffen gebruiken, omdat deze materialen niet tegen marktprijzen aan de kombinaten werden geleverd. De planeconomie slaagde er ook niet in om de benodigde reserveonderdelen te fabriceren of te distribueren, zodat tal van machines, in landbouw en industrie, stilstonden.
De derde industriële revolutie, de digitalisering van de economie en de wetenschap en de dankzij halfgeleiders en chips mogelijk geworden computerbouw gingen aan de DDR voorbij, omdat men noch over de licenties, noch over de daarvoor benodigde open informatie-uitwisseling beschikte. De DDR heeft wel computers en automaten gefabriceerd, maar bleef daarin ver achter bij de Bondsrepubliek. Het Oostblok liep zeven tot twaalf jaar achter op het westen. Spionage nam de plaats in van eigen research, al waren er uitstekende wetenschappers, met name wiskundigen, beschikbaar.
Het grote publiek was onbekend met de consequenties van de verslechterende economie. De Volkskammer was na de val van Honecker verrast om te vernemen dat er grote buitenlandse schulden, met name aan de Bondsrepubliek, en grote begrotingstekorten bestonden. De DDR was aan het begin van de jaren 90 in feite een failliete staat.
De modernisering en integratie van de Oost-Duitse economie zijn in het hedendaagse Duitsland nog steeds een kostbaar langetermijnprobleem: jaarlijks wordt voor zo'n 70 miljard dollar aan financiële steun van het westen naar het oosten gesluisd. Maar de groei blijft nog achterwege. Tot de erfenis van de industrie van Oost-Duitsland moet ook een enorme milieuverontreiniging worden gerekend.

## Woningbouw

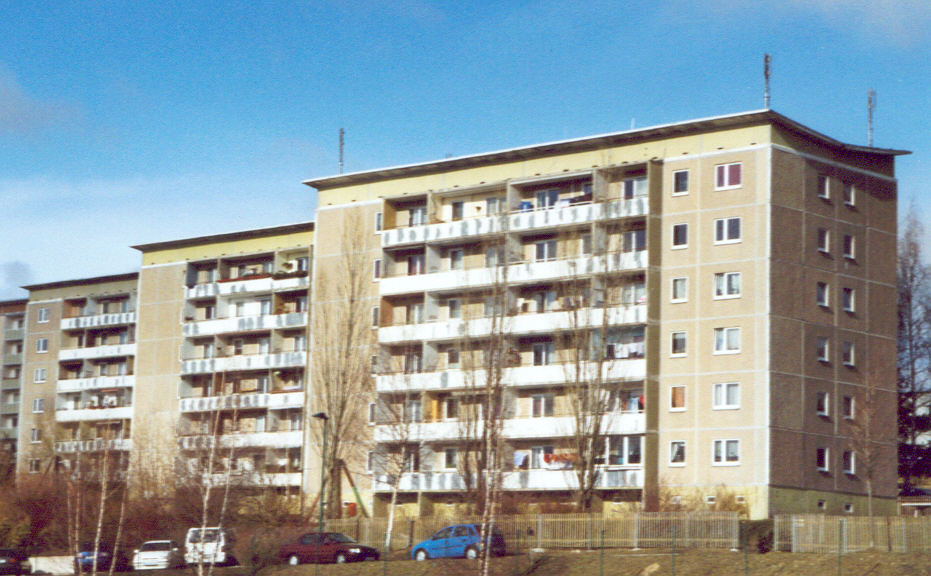
Plattenbau in Illmenau.

In de eerste jaren van de DDR was de volkshuisvesting gericht op het herstel van de schade van de Tweede Wereldoorlog. Op de SED-partijdag van 1971 werd besloten tot een grootscheeps woningbouwprogramma, waardoor in 1990 de woningnood opgeheven moest zijn. De staat richtte zich op de grootscheepse aanleg van in socialistische stijl aangelegde satellietsteden rond de industriële kernen. Hoogbouw met prefabonderdelen van cement en beton, de "Plattenbau" stond daarbij voorop. De huizen boden tienduizenden mensen een onderdak dat vergeleken met de woonkazernes van de oude industriesteden geriefelijk, gezond en ruim was. Er waren parken, sportvoorzieningen, kinderopvang en scholen op loopafstand. Omdat de architectuur sterk ideologisch was beïnvloed, was er ondanks alle goede bedoelingen sprake van saaiheid. Er was weinig keuze in huisvesting. Volgens de officiële cijfers werd in 1984 de twee miljoenste nieuwbouwwoning opgeleverd en in 1988 de drie miljoenste woning; in werkelijkheid werd ongeveer twee derde van dit aantal gerealiseerd.
De staats-nutsbedrijven voorzagen alle Oost-Duitse woningen van (nagenoeg) gratis gas, water en licht.
De kernen van de oude steden werden ondertussen sterk verwaarloosd. Er waren in de Oost-Duitse planeconomie geen zelfstandige aannemers, loodgieters, dakdekkers en schilders. Men kon de schaarse bouwmaterialen niet in bouwmarkten of doe-het-zelfzaken kopen. Particuliere woningen, zelfs monumenten, raakten daardoor in verval. Door de lage huren, die bevroren waren op het niveau van 1936, was er ook geen geld beschikbaar voor de renovatie van woningen. In 1990 was één op de vier woningen in de DDR dringend aan renovatie toe; daarvan gold voor ongeveer 1 miljoen woningen dat de toestand zo slecht was, dat renovatie geen optie meer was.
In bijvoorbeeld Quedlinburg was een groot deel van de historische bebouwing in 1990 zó vervallen en verwaarloosd, dat deze stad maar ternauwernood van de sloophamer kon worden gered.

## Gezondheidszorg
De gezondheidszorg stond op een redelijk hoog peil en was gratis. Tot 1975 was de levensverwachting van de inwoners vrijwel gelijk met die in de Bondsrepubliek. In 1989 werd een Oost-Duitse vrouw gemiddeld 76 jaar en drie maanden oud. In 2009 was dat 81 jaar en 2 maanden. In de Bondsrepubliek worden door het Max Planck Instituut de verwachtingen van 79 jaar in 1989 en 81 jaar en vier maanden in 2009 gegeven. Voor mannen in Oost-Duitsland was de levensverwachting in 1989 69 jaar en twee maanden, terwijl zijn West-Duitse landgenoot 72 jaar en 7 maanden mocht verwachten. In 2009 werden mannen in oostelijk Duitsland gemiddeld 74 jaar en 7 maanden en in West-Duitsland 75 jaar en 9 maanden.
De zuigelingensterfte daalde in de ruim veertig jaren dat de DDR bestond gestaag van 72 naar 8 sterfgevallen per 1.000 geboorten.

## Milieu
In de DDR waren de belangen van natuur en milieu compleet ondergeschikt aan de economie. De DDR raakte tijdens haar bestaan zwaar vervuild. Door het gebruik van bruinkool had de DDR de hoogste uitstoot van zwaveldioxide en de hoogste concentratie fijnstof van alle Europese staten. Door de luchtverontreiniging lag het sterftecijfer bij mannen voor bronchitis, longemfyseem en astma meer dan twee keer zo hoog als het Europese gemiddelde.
Meer dan de helft van het bosareaal was beschadigd.
In 1989 was welgeteld 1 % van de meren en slechts 3 % van de rivieren "ecologisch intact". Het overige oppervlaktewater was verontreinigd door landbouw en industrie. Ook werd 42 % huishoudelijk rioolwater ongezuiverd geloosd. Meer dan 1,2 miljoen inwoners van de DDR hadden hierdoor geen toegang tot drinkwater van een aanvaardbare kwaliteit.
Milieugegevens werden in de DDR niet gepubliceerd. Vanaf 1970 golden deze als vertrouwelijk en vanaf 1980 als geheim. De milieubeweging werd door de Stasi onderdrukt.
Het Rode Leger had in de DDR 350.000 hectare in gebruik, een gebied groter dan de provincie Zuid-Holland. Toen de Sovjet-troepen zich tegen 1994 terug hadden getrokken, bleek de grond van deze terreinen zwaar vervuild.

## Justitie

### Vervolging van andersdenkenden
De vraag of de DDR een rechtsstaat, of een "onrechtsstaat" is geweest, is in Duitsland tot op heden onderwerp van discussie. Zeker is dat de mensenrechten werden geschonden, dat er in het geheim executies plaatsvonden, terwijl de doodstraf officieel was afgeschaft en dat de rechters meermaals een oordeel velden op aanwijzing van de politie en de communistische partij. Burgers die kritisch waren over de regering en zij die wilden emigreren werden vervolgd, gepest en achtergesteld. Dat gold ook voor hun kinderen. Zij werden ontslagen of het werd hun kinderen niet toegestaan eindexamen te doen.
Kenmerkend voor de DDR was de zware bestraffing van het ontvreemden of beschadigen van collectief bezit: "Entwendung von Volkseigentum". In de ogen van de communistische machthebbers was dit een bij uitstek verwerpelijk delict. Functies in de magistratuur of als advocaat waren niet erg in aanzien en verdienden slecht. In 1952 kwam het nieuwe Wetboek van Strafvordering van de DDR, de "Strafprozeßordnung der DDR vom 2.10.1952, GBl." van kracht. Daarin werden de rechten van verdachten sterk beperkt ten gunste van die van politie en aanklager. De DDR strafte onder andere met het ontnemen van het staatsburgerschap. Dat overkwam dissidenten als Wolf Biermann.
Bij de totstandkoming van de DDR werden ondernemers, waaronder hotel- en pensionbezitters, massaal onteigend of gechanteerd, opdat hun onderneming deel van een collectief bedrijf zou worden. Het grootgrondbezit was al eerder, door de Sovjet-Unie, onteigend. Het kadaster raakte verwaarloosd, zodat eigendomsrechten onduidelijk werden.
Het Ministerie voor Staatsveiligheid, de Stasi, stond boven de wet. Zo kon de Stasi in 1961 en 1962 de kluizen en huurkluisjes van de banken, in een actie die "Staatsaktion Licht" werd genoemd, leeghalen. Sieraden, kunst, goud, verzamelingen en kunst ter waarde van miljoenen verdwenen in de kas van de Stasi. Controle op de bestemming ontbrak en een van de betrokkenen richtte met de ongecontroleerd beheerde opbrengst in een natuurgebied een huis in tot Sozialwerk zur Befriedigung der Herzenswünsche van de hoogste staatsfunctionarissen. Minister Erich Mielke maakte aan deze corruptie een einde, maar hij moest de opbrengst verkopen via de Kommerzielle Koordinierung KoKo, "Kunst & Antiquitäten GmbH" onder leiding van staatssecretaris voor buitenlandse handel Alexander Schalck-Golodkowski. Het bedrijf moest 55 miljoen DDR-Mark per jaar opleveren en chanteerde met behulp van de belastingdienst de eigenaren van kunstvoorwerpen. Deze werden afgetroggeld en in het Westen verkocht.
De DDR zette haar gevangenen op grote schaal in voor dwangarbeid. De producten die door dwangarbeiders waren gemaakt werden aan een groot aantal westerse bedrijven verkocht, waaronder aan de HEMA, C&A, Wehkamp, Shell en Philips. Deze dwangarbeid leverde de DDR jaarlijks 200 miljoen DM aan buitenlandse deviezen op.
Bij de vervolging van andersdenkenden werd gebruikgemaakt van de volgende artikelen van het Strafgesetzbuch (Wetboek van Strafrecht) van de DDR:
- Hoogverraad (§ 96), Landverraad (§ 97 e.v.) en Terreur (§ 101 e.v.) werden op ruime schaal gebruikt.
- Contacten met het niet-socialistische buitenland waren strafbaar als Staatsfeindliche Verbindungen (§ 100). Dergelijke contacten waren ook volgens § 219 (Ungesetzliche Verbindungsaufnahme) strafbaar.
- Hulp aan mensen die de DDR wilden ontvluchten was strafbaar als Staatsfeindlicher Menschenhandel (§ 105).
- Het vluchten zelf, bekend als Republikflucht, was strafbaar als Ungesetzlicher Grenzübertritt volgens § 213. Dit wetsartikel was strijdig met artikel 13 van de Universele verklaring van de rechten van de mens van de VN, waarin de vrijheid om te reizen gegarandeerd wordt.
- Het uiten van afwijkende meningen was strafbaar als Staatsfeindliche Hetze (§ 106). Hierop stond een straf tot 10 jaar.
- Het vormen van oppositionele verenigingen was strafbaar als Staatsfeindliche Gruppenbildung (§ 107).

### Homoseksualiteit
Homoseksuele handelingen waren volgens het oude Duitse strafrecht van 1871 strafbaar. De nationaalsocialisten hadden deze wetten in 1935 nog aangescherpt. De communistische autoriteiten streden onderling over hoe te handelen. In Thüringen kozen de rechters voor een milde uitleg van de wet, maar in andere deelstaten was men geneigd om de oude wet uit het nationaalsocialisme uit te voeren. Rechters in Sachsen-Anhalt hielden de wet van 1935 voor "typisch nationalsozialistisches Unrecht". De door de nationaalsocialisten vervolgde homoseksuelen werden niet schadeloos gesteld voor hun lijden. Daarin volgde de DDR een uitspraak van de magistraat in Berlijn.
De rechters in Halle bleven volhouden dat iedere homoseksuele handeling, zoals kussen, die "het gevoel voor fatsoen van de arbeiders kwetste" onder het wetsartikel 175a viel.
In 1957 veranderde de wet in de DDR in die zin dat de rechter rekening moest gaan houden met niet vervolgen wanneer een wetsovertreding niet tot schade aan de socialistische maatschappij had geleid. Daarna kwam het niet meer tot vervolging.
In 1968 kreeg de DDR een eigen strafwet. Seks tussen twee personen van hetzelfde geslacht viel nu onder § 151 StGB-DDR. Seksuele handelingen met minderjarigen waren voor volwassenen verboden.
Op 11 augustus 1987 vernietigde het Hooggerechtshof der DDR een vonnis volgens § 151 StGB-DDR, omdat "homo- en heteroseksualiteit varianten van het menselijk geslachtsverkeer zijn en ook homoseksuele mensen deel van de socialistische maatschappij uitmaken". Daarop besloot de Volkskammer in 1989 om het nu overbodige § 151 StGB-DDR te schrappen.

### Rehabilitatie
De DDR had tussen 1960 en 1989 in totaal 280.000 politieke gevangenen. Een groot aantal veroordelingen stond daarbij in verband met de Republikflucht. Na de Duitse hereniging zijn talrijke procedures voor juridische rehabilitatie gevoerd, tot 2008 zijn meer dan 200.000 veroordelingen van de DDR-justitie nietig verklaard.

## Leger
Al in 1949 werd een Kasernierte Volkspolizei opgericht, een eufemistische benaming voor een leger. Het officiële leger werd in 1956 opgericht onder de naam Nationale Volksarmee NVA. Tot 1962 was de NVA een vrijwilligersleger. Na invoering van de dienstplicht bestond het uit 170.000 soldaten. Bijna alle officieren waren lid van de SED, evenals de onderofficieren.
Volgens de SED was het leger het machtsinstrument van de arbeidersklasse ter bescherming en beveiliging van de socialistische vooruitgang voor aanvallen van westerse staten. De NVA heeft nooit deelgenomen aan een oorlog, maar is wel enkele malen voor langere tijd in verhoogde staat van paraatheid geweest, zoals in 1961 tijdens de bouw van de Berlijnse Muur, in 1962 tijdens de Cubacrisis, in 1968 bij de inval van het Warschaupact in Tsjecho-Slowakije en in de herfst van 1989.
De andere krijgsmachtonderdelen van de DDR waren de Volksmarine en de Luftstreitkräfte der NVA.

## Munteenheid
De officiële munteenheid van de DDR was vanaf 1968 bekend als de Oost-Duitse mark, Mark der DDR of DDR-mark. Het symbool was M, in het Westen werd de munt 'Ostmark' genoemd. Bezoekers konden de Oost-Duitse mark alleen in Oost-Duitsland kopen en uitgeven en ze mochten deze niet in- of uitvoeren. De waarde van de Oost-Duitse mark was officieel gelijk aan die van de Duitse mark uit de Bondsrepubliek, alhoewel op de zwarte markt één Duitse mark drie tot vier Oost-Duitse mark kostte.
In de aanloop naar de Duitse hereniging werd op 1 juli 1990 een monetaire unie van kracht waarin de Oost-Duitse mark als wettig betaalmiddel door de West-Duitse mark, de DM, werd vervangen. Per persoon konden tot 4.000 M, voor 60-plussers 6.000 M, voor evenveel DM worden ingewisseld, daarboven tegen 50 % van de waarde. Later werd de M waardeloos verklaard. Het muntgeld was tijdens de overgangsperiode binnen het gebied van de DDR geldig, omdat de nationale bank der Bondsrepubliek niet genoeg kleingeld tot haar beschikking had.

## Naam van de DDR

Duitsland in Europa, afgestane gebieden tussen 1919 en 1945. Het latere territorium van de DDR lag historisch gezien grotendeels in Centraal- of Midden-Duitsland.

De officiële naam van de Duitse Democratische Republiek werd in de DDR weergegeven of afgekort als DDR. Niet alleen in de regering, maar ook anderen noemden de DDR unsere Republik, onze republiek. In de jaren 60 verdween Deutschland uit veel uitdrukkingen. Bijvoorbeeld de Kulturbund zur demokratischen Erneuerung Deutschlands, vanaf 1958 Deutscher Kulturbund, kreeg in 1974 de naam Kulturbund der DDR. Een uitzondering was de naam van de heersende partij zelf, de Sozialistische Einheitspartei Deutschlands.
In de Bondsrepubliek gebruikte men, zeker tot de jaren 70, liever andere uitdrukkingen dan DDR, omdat het DDR-regime niet door democratische verkiezingen was gelegitimeerd:
- Mitteldeutschland, in tegenstelling tot het noorden en het zuiden van Duitsland waren, zoals delen van het Rijnland, Hessen en Thüringen. Na 1945 werd het ook voor de DDR gebruikt. Met Ostdeutschland werden de aan Polen en de Sovjet-Unie verloren gebieden bedoeld. Tegenwoordig worden Saksen, Saksen-Anhalt en Thüringen Mitteldeutschland genoemd.
- Rond de jaren 70 ging men ertoe over om Oost-Duitsland wel voor de DDR te gebruiken. Een vaak te horen manier van zeggen was die Deutschen in Ost und West. Na 1990 werd soms het noordoosten van de voormalige DDR: Berlijn, Brandenburg en Mecklenburg-Vorpommern als Oost-Duits aangeduid. Het is soms onduidelijk of men het voormalige West-Berlijn ertoe moet rekenen.
- Vooral vóór de jaren 70 waren benamingen populair, die minder geografisch bepaald waren en die het staatkundig karakter van de DDR ontkenden: Ostzone, Zone, schepsel: Gebilde. Pankow, naar de zetel van de DDR-leiders in Berlin-Pankow werd ook gezegd. Goed begrepen werd ook "aan de andere kant", drüben.
- Soms werd DDR tussen aanhalingstekens geschreven. De tijdschriften van Springer -  'Bild' en 'Die Welt' - hielden dat tot 1989 vol.
- Ook 'zogenaamde DDR', sogenannte DDR, werd in West-Duitsland veel gezegd, voor het eerst als titel voor een documentaire van de ARD in 1965,[36] en was vooral in conservatieve en liberale kringen populair.[37]

In de Bondsrepubliek stonden tot 1990 de oude grenzen van 1937 op gewone landkaarten, in stippellijnen met de informatie dat bepaalde gebieden onder het 'bestuur' van Polen of de Sovjet-Unie stonden, meestal in kleur van die staten. Ook de grens tussen de Bondsrepubliek en de DDR verschilde van gewone landsgrenzen.

## Grensverkeer
Er waren verschillende mogelijkheden voor buitenlanders om de DDR te bezoeken. Zo was het mogelijk om een toeristenvisum voor de DDR aan te vragen gedurende een bepaalde periode. Officieel moest iemand opgeven in welk hotel of op welke camping hij overnachtte, maar in de praktijk kon iedereen met een visum vrij in de DDR rondreizen en ook bij burgers thuis overnachten. Men diende zich dan eerst bij de lokale politie te melden voor een uitreisvisum. De DDR-burger zelf moest in een logboek vermelden dat deze westerlingen in huis hadden gehad. Dit werd meestal gedaan door de huismeester in opdracht van de Stasi verricht. Vanaf het einde van de jaren 70 was het voor westerse bezoekers verplicht eerst 13, en later 25 DDR-mark, per dag uit te geven.
Daarnaast waren er speciale visa voor met name West-Duitsers, die voor hun dagelijks werk naar Oost-Duitsland moesten. Een voorbeeld hiervan is de afvalverwerking van West-Berlijn die in Oost-Duitsland gebeurde.
De meeste bezoeken aan de DDR bestonden voor buitenlanders uit het passeren van een van de Transitstrecken, bijvoorbeeld tussen Helmstedt en Berlijn. Het verlaten van de Transitstrecke was niet toegestaan en het onderbreken van de reis mocht alleen bij speciale punten. Deze speciale punten konden een intertank of intershop zijn.
De tweede relatief eenvoudige mogelijkheid was een bezoek vanuit West-Berlijn aan Oost-Berlijn. Sommige buitenlanders en leden van het Corps Diplomatique konden de grens bij Checkpoint Charlie passeren en toeristen moesten met de S-Bahn of de U-Bahn bij station Berlin Friedrichstraße de grens over. Men was verplicht 25 DM om te wisselen in 25 Ostmarken. Voor de DDR-regering was dit een manier om aan harde valuta te komen, aangezien toeristen meestal geld overhielden aan hun bezoek aan Oost-Berlijn en het resterende wisselgeld niet mochten inwisselen of meenemen, maar dit werd niet goed gecontroleerd.
Verder moesten toeristen aan de grens voor 5 DM een dagvisum kopen. Toeristen waren verplicht voor middernacht de stad weer te verlaten. Men mocht met dit visum alleen Oost-Berlijn bezoeken en zich niet buiten de stadsgrenzen begeven. Met beperkingen was het overigens wel mogelijk zich aan te sluiten bij een georganiseerde trip naar Potsdam.
De grensovergang Helmstedt-Marienborn was tijdens de deling van Duitsland de grootste en belangrijkste grensovergang in de Duits-Duitse grens.

## Leiders, partijen en organisaties

### Staatshoofden
President
- 1949 - 1960: Wilhelm Pieck

Staatsraad
- 1960 - 1973: Walter Ulbricht
- 1973 - 1976: Willi Stoph
- 1976 - 1989: Erich Honecker
- 1989 - 1989: Egon Krenz
- 1989 - 1990: Manfred Gerlach

President
- 1990 - 1990: Sabine Bergmann-Pohl

### Voorzitters van de raad van ministers 1949-1990
- Otto Grotewohl 1949-1964
- Willi Stoph 1964-1973
- Horst Sindermann 1973-1976
- Willi Stoph 1976-1989
- Hans Modrow 1989-1990
- Lothar de Maizière 1990

### Secretarissen-generaal van de SED 1946-1989
- Wilhelm Pieck 1946-1950
- Otto Grotewohl 1946-1950
- Walter Ulbricht 1950-1971
- Erich Honecker 1971-1989
- Egon Krenz 1989

### Blokpartijen, partijen die met de SED samenwerkten
- Christlich-Demokratische Union Deutschlands CDUD
- Liberaal-Democratische Partij van Duitsland LDPD
- Democratische Boerenpartij van Duitsland DBD
- Nationaal-Democratische Partij van Duitsland NDPD

### Officiële vakbond
- Freier Deutscher Gewerkschaftsbund FDGB

### Officiële vrouwenbond
- Demokratischer Frauenbund DFB

### Jeugdbond
- Freie Deutsche Jugend FDJ

### Oppositieorganisaties 1989-1990
- Initiative Frieden und Menschenrechte, sinds 1986
- Neues Forum NF
- Demokratie Jetzt DJ
- Sociaaldemocratische Partij SDP
- Demokratischer Aufbruch DA
- Deutsche Soziale Union DSU
- Grüne Partei in der DDR
- Unabhängiger Frauenverband
- Bündnis 90